# بطولة الأمم الخمس 1970
بطولة الأمم الستة 1970 (بالإنجليزية: 1970 Five Nations Championship)‏ هو الموسم 76 من  بطولة الأمم الستة. كان عدد الأندية المشاركة فيه  5، وفاز فيه منتخب ويلز الوطني لاتحاد الرغبي، ومنتخب فرنسا الوطني لاتحاد الرغبي.